# Curt Strehlenert

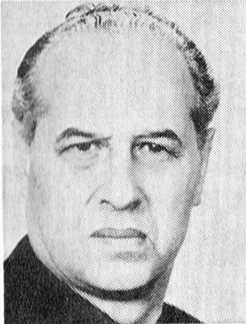
Curt Strehlenert

Curt August Karl Strehlenert, född 28 december 1910 i Karlskrona, död 8 december 1998 i Danderyd, var en svensk arkitekt. Han ledde under många år HSB:s tekniska kontor och ritade flera förortscentra under 1940-, 1950- och 1960-talen i bland annat Stockholm. Han var barnbarn till arkitekten August Strehlenert.

## Biografi
Efter arkitektexamen vid Kungliga Tekniska högskolan arbetade han tillsammans med Sven Backström och Leif Reinius.  Han var även en tid medarbetare till Hakon Ahlberg. Åren 1942 till 1975 var han chef för HSB:s tekniska kontor; deras arkitektkontor ritade var tionde bostad som uppfördes under den tiden i Sverige. Till kontorets och Strehlenerts stora uppdragsgivare hörde bland annat Familjebostäder. För Familjebostäder uppförde Strehlenert bland annat lamellhus i rött tegel på Bastuhagsvägen i Stureby.
Curt Strehlenert var övertygad om att inspirationen till moden arkitektur låg utanför Sverige varför han företog studieresor till både Ryssland och USA och flera länder i Europa. Mest omtalad blev Curt Strehlenert när han fick ansvaret att rita större centrumanläggningar i Sveriges, främst Stockholms nya förstäder. Till dem hör bland annat Bandhagens centrum, Gubbängens centrum (med biograf City),  Blackebergs centrum (med biografen Kaskad), ett stort antal bostadshus i bland annat Aspudden (med biograf Tärnan), Svedmyra, Västertorp, Grindtorp och Viggbyholm  och ett antal hus i omtalade Klostergården i Lund. Han fick också i uppdrag att rita en rad Systembolagsbutiker. Till hans mest kända hus, utöver centrumanläggningarna, räknas Karlskrona idrottshall och Tollare folkhögskola.
En av hans kollegor var Ernst Grönwall; med honom samarbetade Strehlenert i flera projekt, bland annat i Aspudden och Vinterviken.

## Bilder

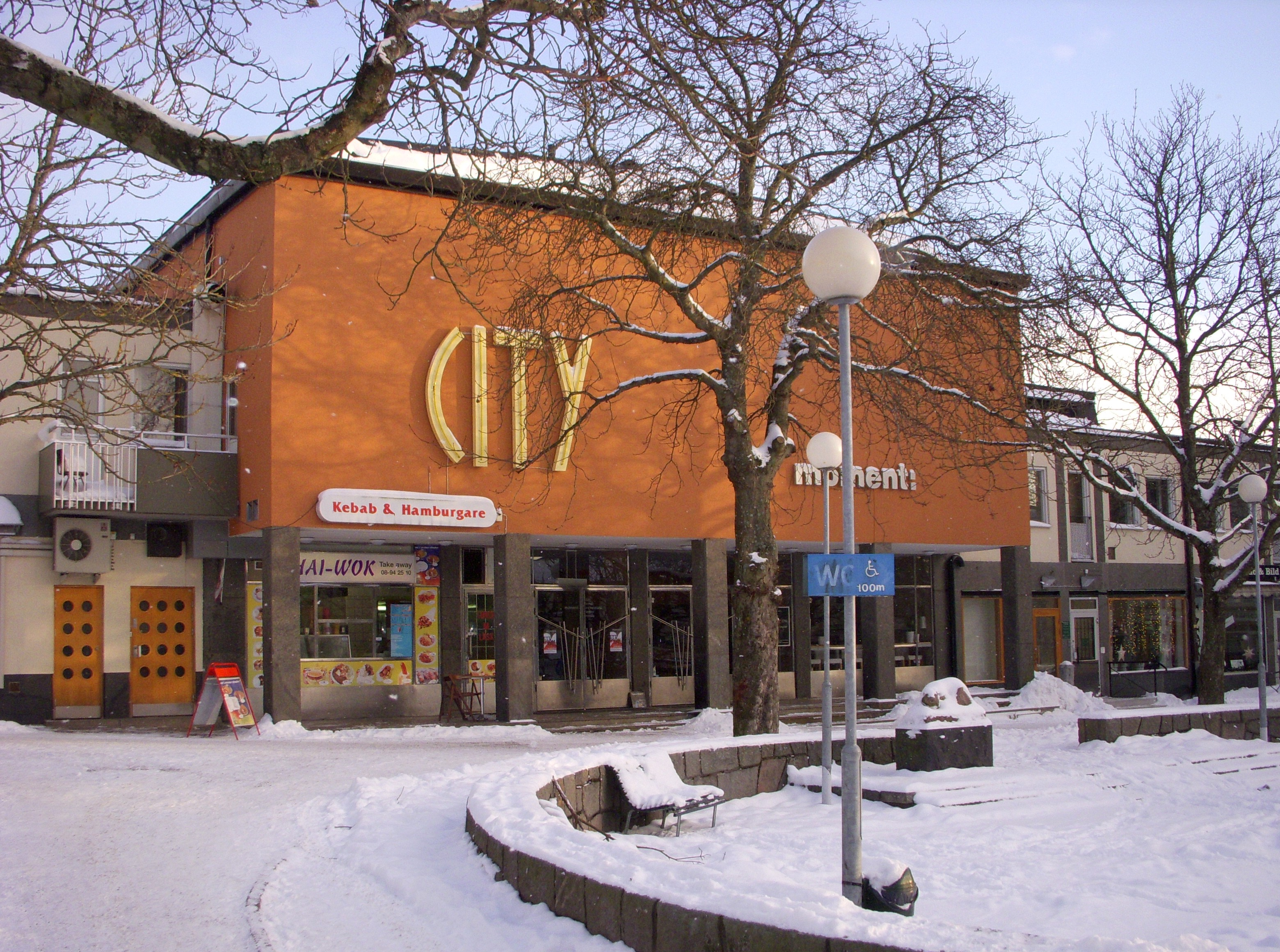
Gubbängstorget och "Biograf City" ritades av Curt Strehlenert på 1950-talet.
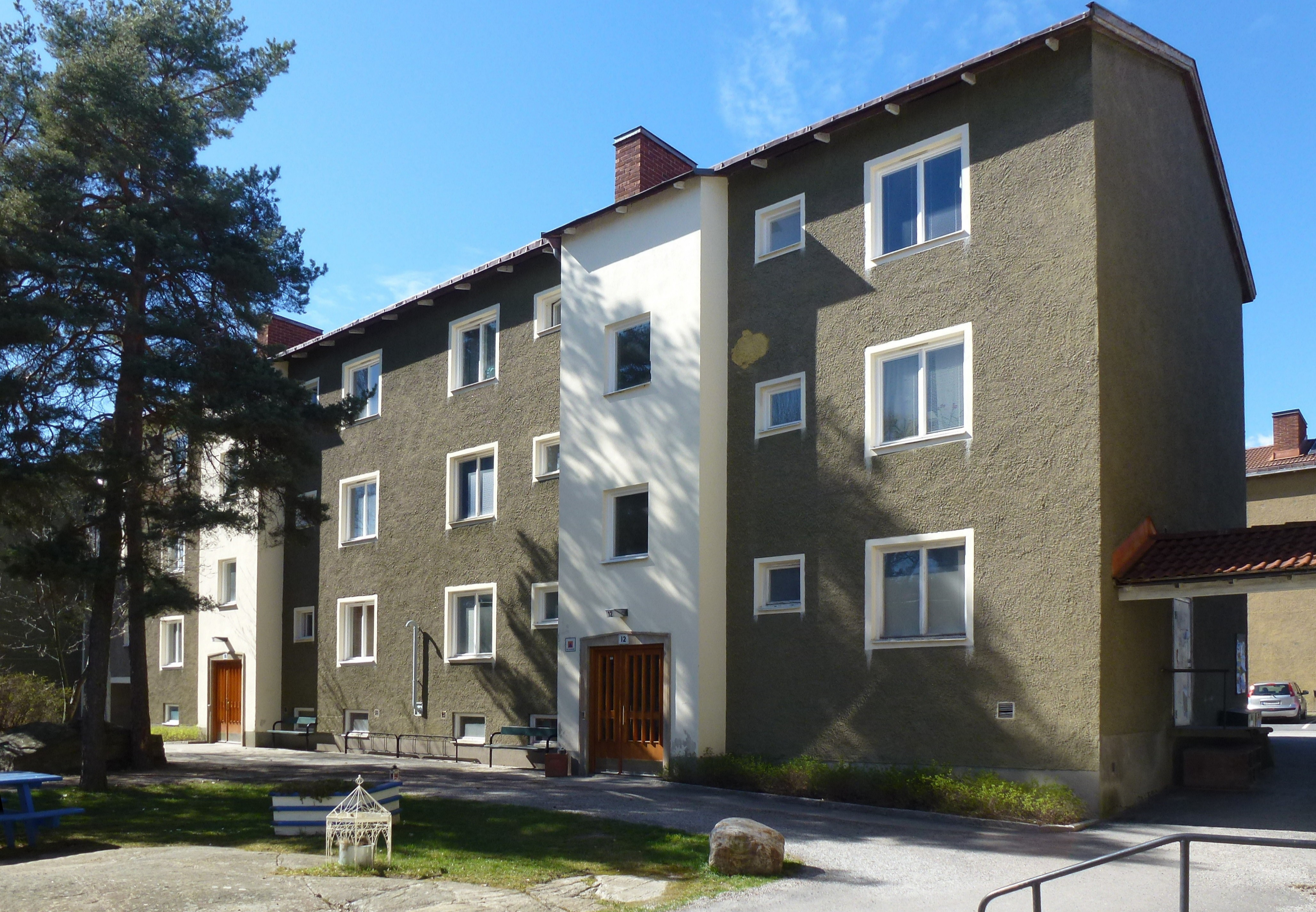
Kaj Munks väg 10-12, Bromma, ritades tillsammans med Curt Laudon.
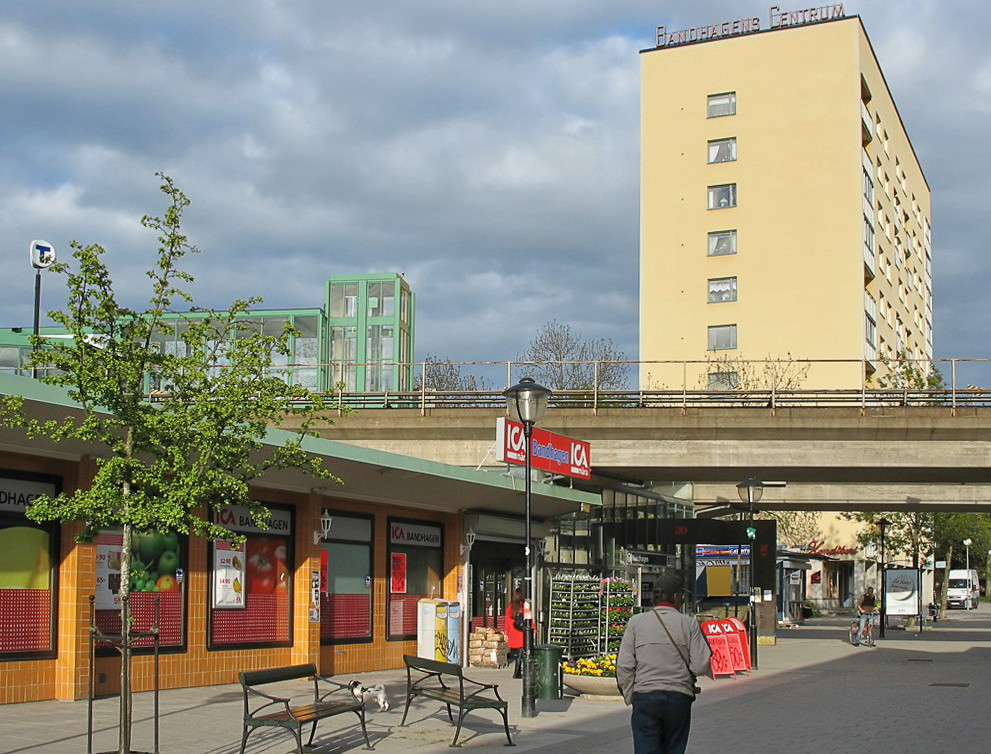
Bandhagens centrum, höghuset ritades av Fred Forbat.
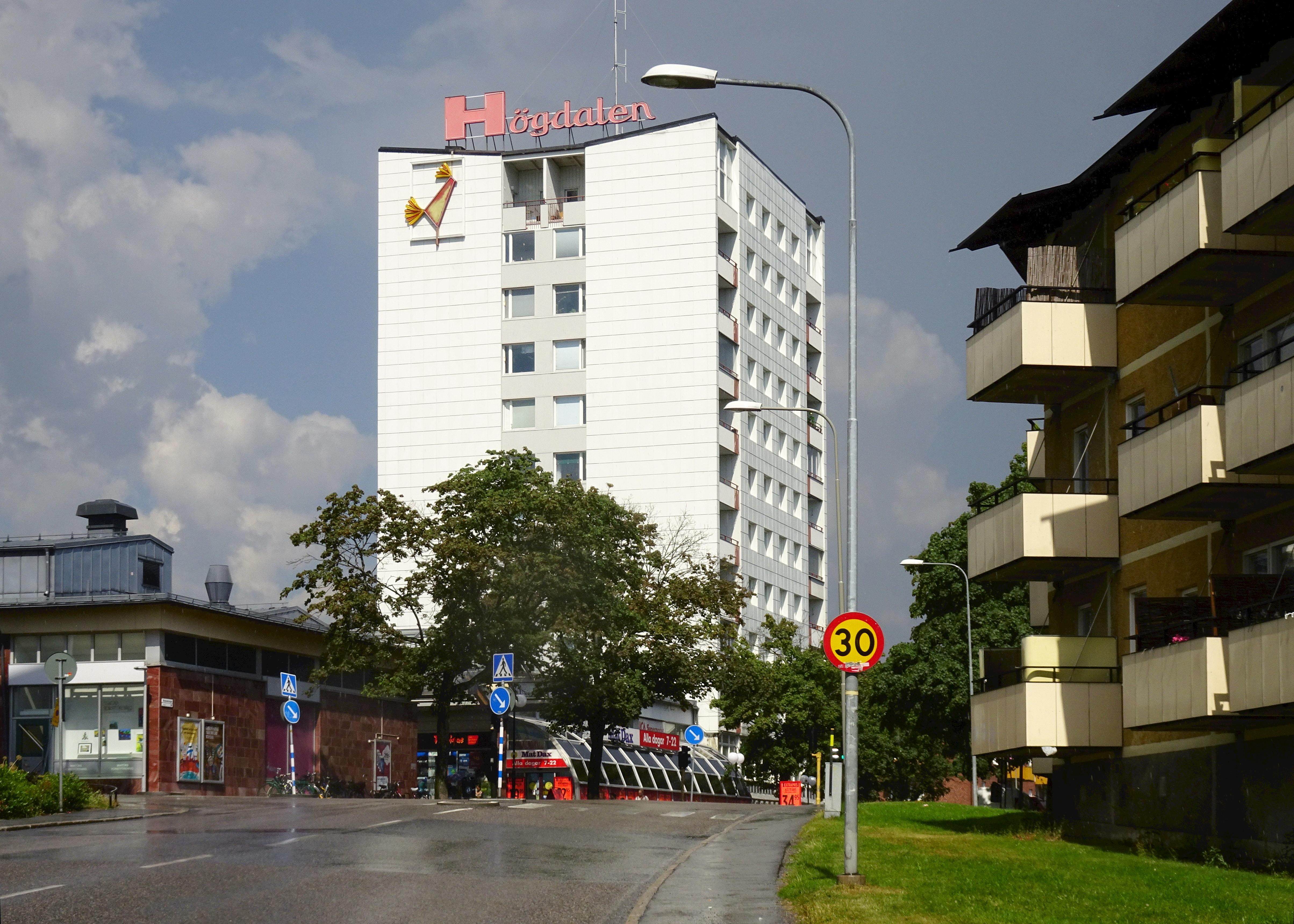
"Tupphuset", Högdalen.